# 美濃大返し
美濃大返し（みのおおがえし）は、賤ヶ岳の戦いの際に羽柴秀吉（後の豊臣秀吉）が美濃国大垣（岐阜県大垣市）から近江国木之本（滋賀県長浜市木之本町）までの13里（約52km）の道程を5時間で移動させた大掛かりな軍団移動のことをいう。当時としてはかなりの速度であり、直後の戦況に与えた影響や、その戦闘の勝敗が後に秀吉が権力を掌握する切っ掛けとなったため、特にこう呼ばれる。

## 移動の理由
天正11年4月20日（グレゴリオ暦;1583年6月10日）、羽柴秀吉は岐阜城の織田信孝を倒すために美濃に向かっていた。しかし、大雨で長良川と揖斐川が増水したため、それらの川に囲まれている岐阜城を攻められず大垣に留まっていた。その陣中に、柴田勝家勢との戦線に秀吉が築城し中川清秀が守っていた大岩山砦（長浜市余呉町）が敵将の佐久間盛政によって陥落し、中川が戦死したという情報が届いた。秀吉はこの報を受けた時、清秀を哀悼しながらも、柴田勢は掌中にあり、天下の雌雄が決まるときだと考えたようである。

## 移動の実際
秀吉陣営は木之本方面へと通じる街道沿いの村々に先行して使者を送り、炊き出しと松明の用意を命じた。秀吉軍は午後2時頃に大垣を発って、午後7時頃には先頭が近江の現地に到着し、休息を挟んで数を揃えた秀吉軍の反撃は翌未明より開始された。大垣と木之本間の綿密な連絡網から鑑みても、岐阜から賤ケ岳への部隊移動は想定の範囲内であり、かねてより長浜は秀吉に縁が深い領地だったこともあって場当たり的な作戦ではありえなかったと推定されている。

## 戦況への影響
一方、砦を落としたらすぐに退け、という大将柴田勝家の命令を実行せず大岩山に野営していた佐久間は、秀吉が既に木之本に迫っているとの情報に驚き、慌てて撤退を試みたが、秀吉によって追撃がなされ総崩れとなり敗走し、これが柴田全軍の撤退につながった。佐久間は秀吉軍が戻って来ることを知っていたが、その行軍の速さを驚いたという。
さらに、越前府中（武生市）を領していた柴田与力の前田利家などが戦線を勝手に離脱し、のちに秀吉軍の先鋒となって柴田を攻めた。秀吉方は柴田勝家本拠の北庄城（福井県福井市）を4月24日に落城させた。柴田は妻のお市の方とともに自害し、お市の連れ子であった娘3人は秀吉方に保護された。